# Bedlington terier
Bedlington terrier – jedna z ras psów, należąca do grupy terierów, zaklasyfikowana do sekcji terierów wysokonożnych. Typ wilkowaty. Nie podlega  próbom pracy.

## Rys historyczny
Przodkowie psów tej rasy były wykorzystywane przede wszystkim przez górników z okolic Newcastle. Były to zwierzęta dobrych cechach myśliwskich, wykorzystywany w polowaniach na lisy, borsuki i wydry oraz na szkodniki – szczury. Psy trzymano też z myślą o walkach psów. Z początku znane były od miejsca pochodzenia jako rothbury terier, miały pierwotnie cięższe ciało i krótsze kończyny. 
Hodowlę systematyzować zaczęto w mieście Bedlington. Lokalny kamieniarz Joseph Ainsley pokrył sukę Coates Phoebe, a jej miot uważa się za prawdziwy początek rasy. W miocie tym pojawił się reproduktor Ainsley's Phoebe , mający 38 centymetrów w kłębie oraz wątrobianą maść. Maść niebieska, dziś powszechna dla rasy, początkowo była niepożądana. Z tego samego miotu co Piper pochodziła krótkonoga suczka, która dała początek rasie dandie dinmont terier.  
Swój nietypowy włos psy tej rasy odziedziczyły prawdopodobnie po Ottehoundach, psach cenionych w XVIII wieku w Anglii, jako doskonałe psy do polowań na wydry. 
Wzorzec określono w roku 1869 i prawie bez zmian obowiązuje dotychczas. W żyłach bedlingtonów krąży krew bulterierów, dandie dinmont terierów, szorstkowłosych terierów, a także innych ras. 
Jedna z pierwszych wzmianek o psie tej rasy występującym w Polsce pojawiła się w miesięczniku „Mój Pies” w numerze V/VI z 1934 roku.

## Wygląd
Psy tej rasy mają obwisłe uszy i jasny, jedwabisty włos. Mają około 40 centymetrów w kłębie i ważą około 10 kg.

## Szata i umaszczenie
Umaszczenie jest jednolite niebiesko-popielate, niebieskie podpalane, wątrobiane lub piaskowe.

## Zachowanie i charakter
Psy tej rasy są bardzo łagodne dla członków rodziny, ale wojownicze wobec innych psów, mają bardzo silny uchwyt szczęk. Są żywiołowe i mają potrzebę codziennego ruchu. Są łatwe w szkoleniu, ale potrafią być bardzo uparte.

## Użytkowość
Obecnie jest to pies towarzyszący i rodzinny.

## Zdrowie i pielęgnacja
Włos powinien być systematycznie i fachowo pielęgnowany oraz strzyżony. 